# Порт-де-Клиньянкур (станция метро)
Порт-де-Клиньянкур (фр. Porte de Clignancourt) — конечная станция линии 4 Парижского метрополитена, расположенная в XVIII округе Парижа. Названа по развязке с Периферик, возникшей на месте ликвидированной в 1920-х годах заставы стены Тьера.

## История
- Станция открылась 21 апреля 1908 года в конце первого пускового участка линии 4 Шатле — Порт де Клиньянкур. 24 ноября 2018 году открылась наземная пересадка на трамвайную линию № 3b.
- Пассажиропоток по станции по входу в 2011 году, по данным RATP, составил 9 000 298 человек[2]. В 2013 году этот показатель снизился до 8 699 614 пассажиров (26 место по уровню входного пассажиропотока в Парижском метро)[3].

## Перспективы
Планируется продление линии на три станции в коммуну Сент-Уэн.

## Путевое развитие
К северу от станции располагаются пошёрстный съезд, четырёхпутная разворотная петля, после которых начинается служебная соединительная ветвь в ателье де Сент-Уэн, обслуживающее линию 4.

## Галерея
- Кассовый зал